# トレーラーハウス

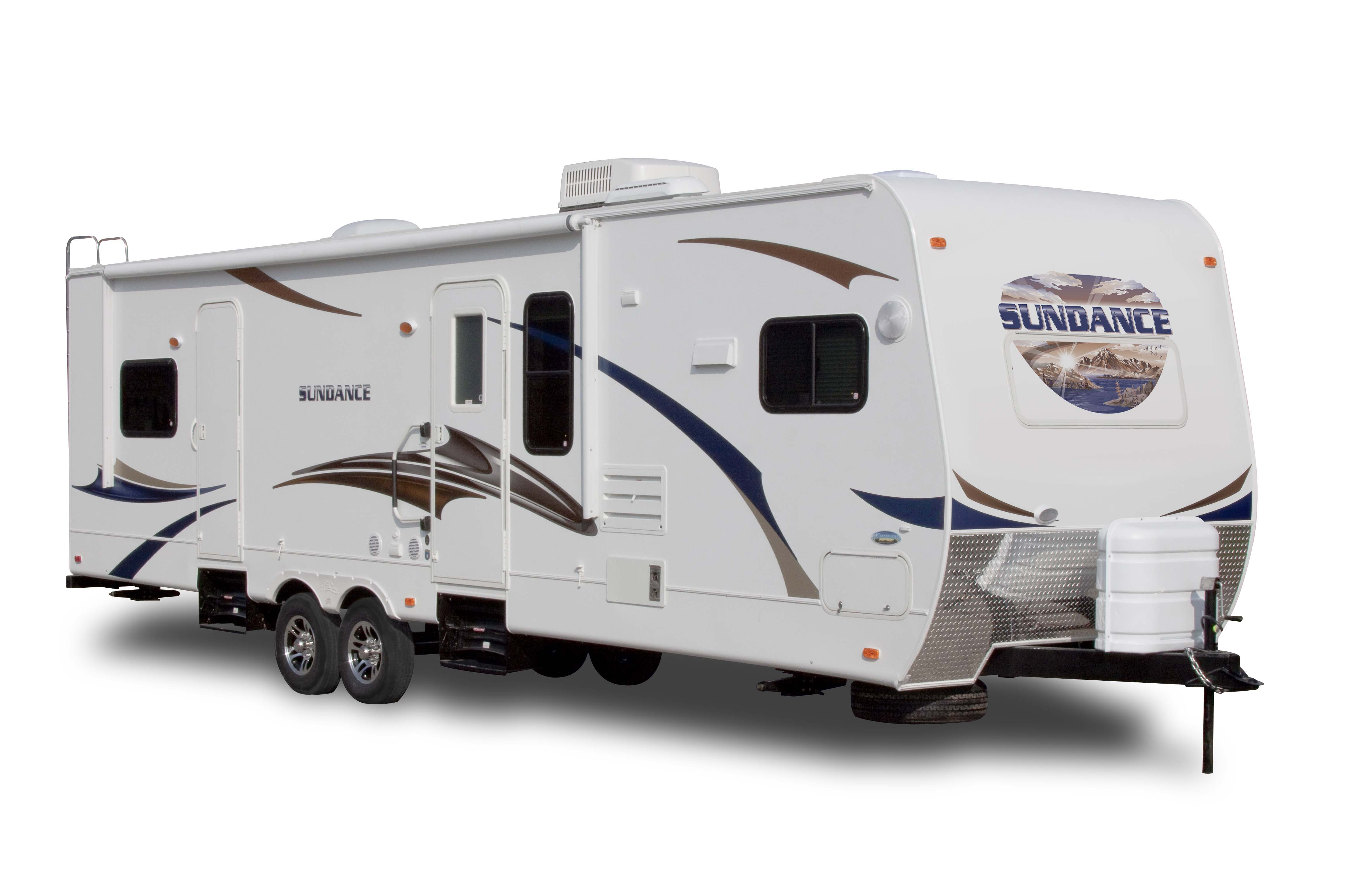
カタログ写真例

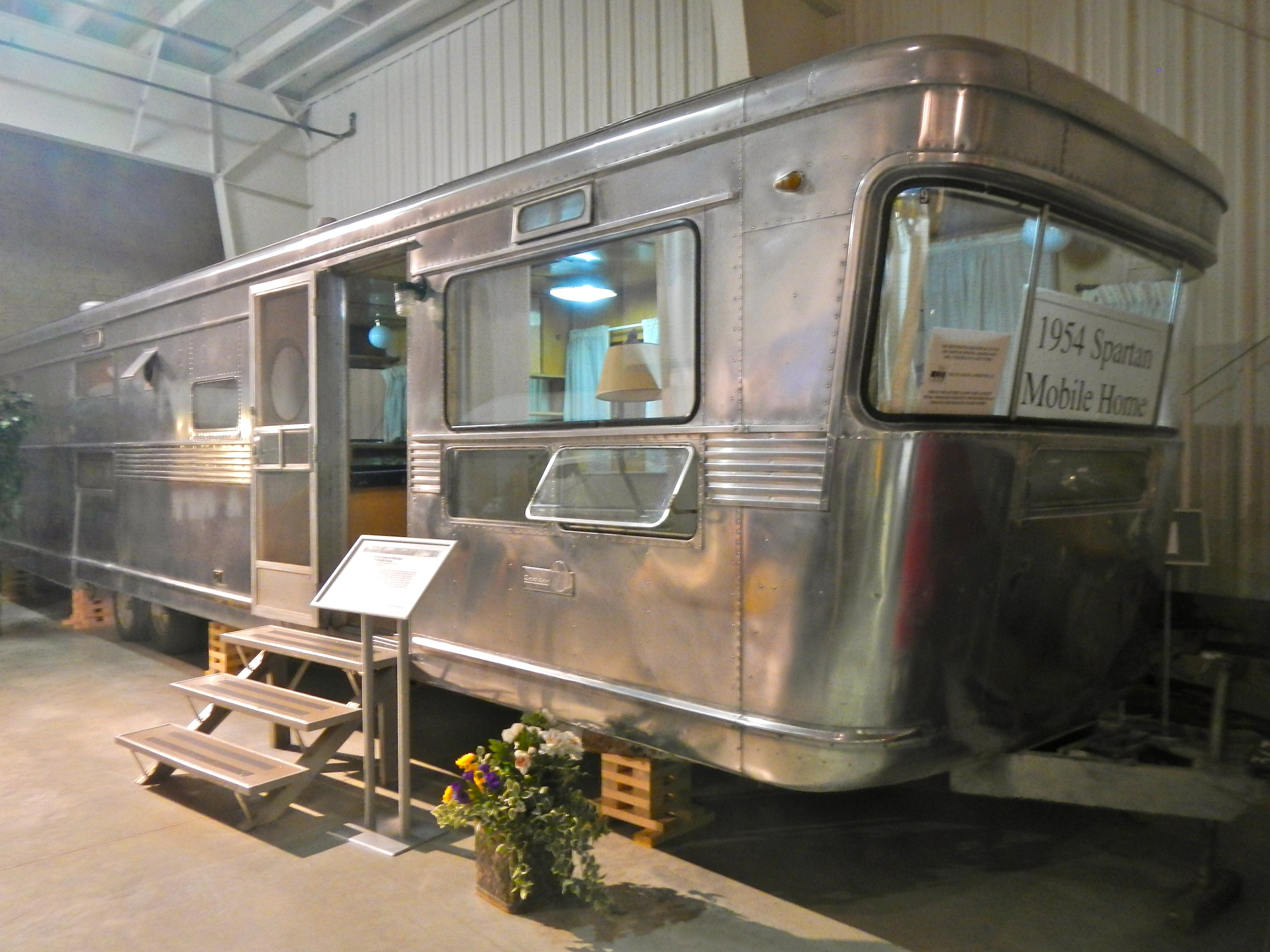
1950年代のモバイル・ホームの例

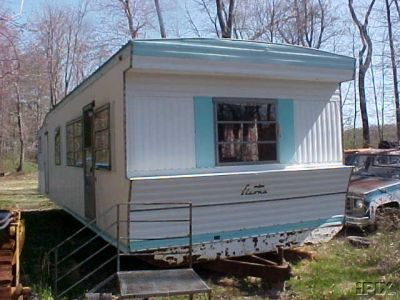
67年式エルコナ・モービルホーム。1960年代の典型的なハウストレーラー。

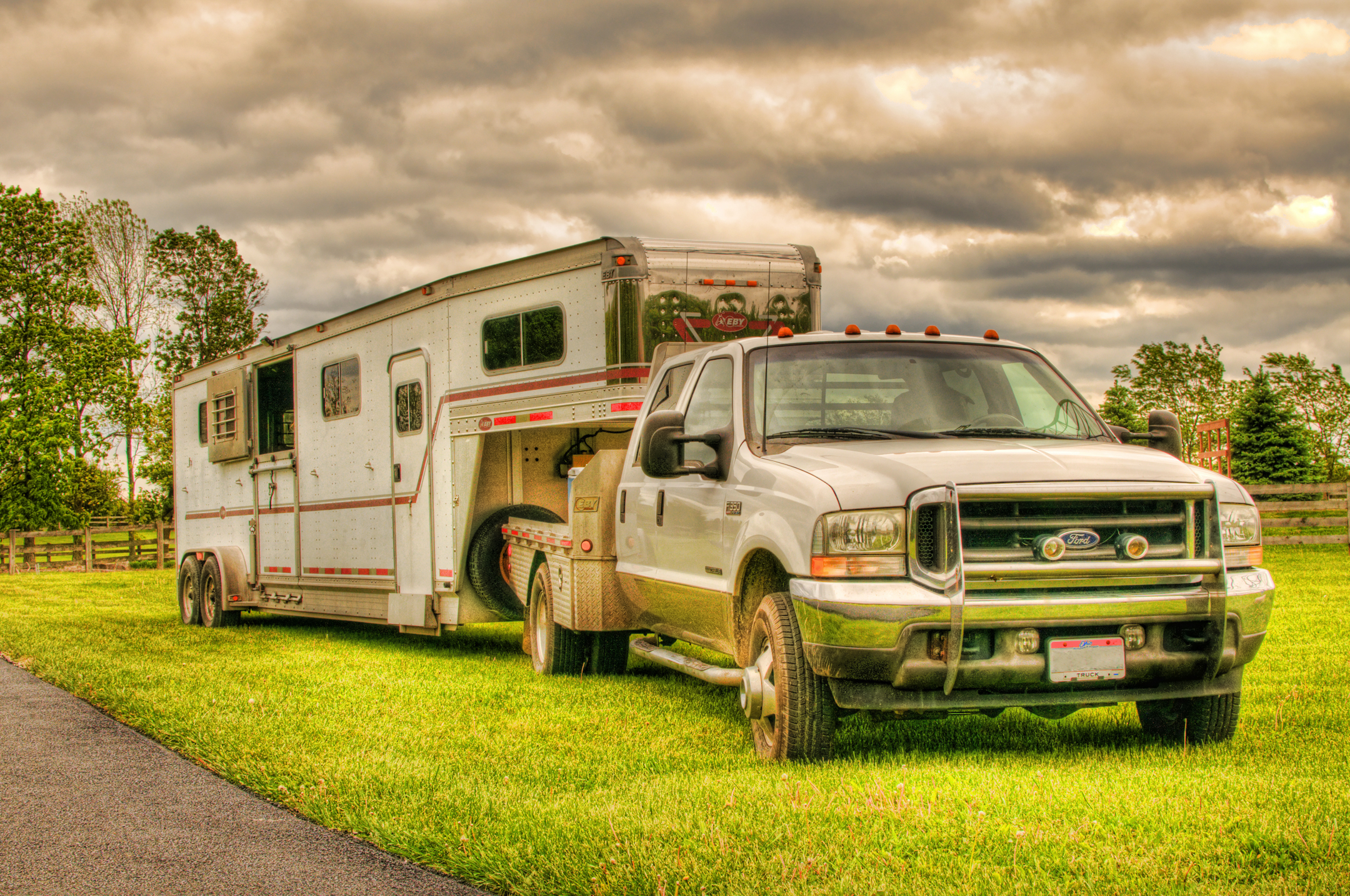
牽引の例

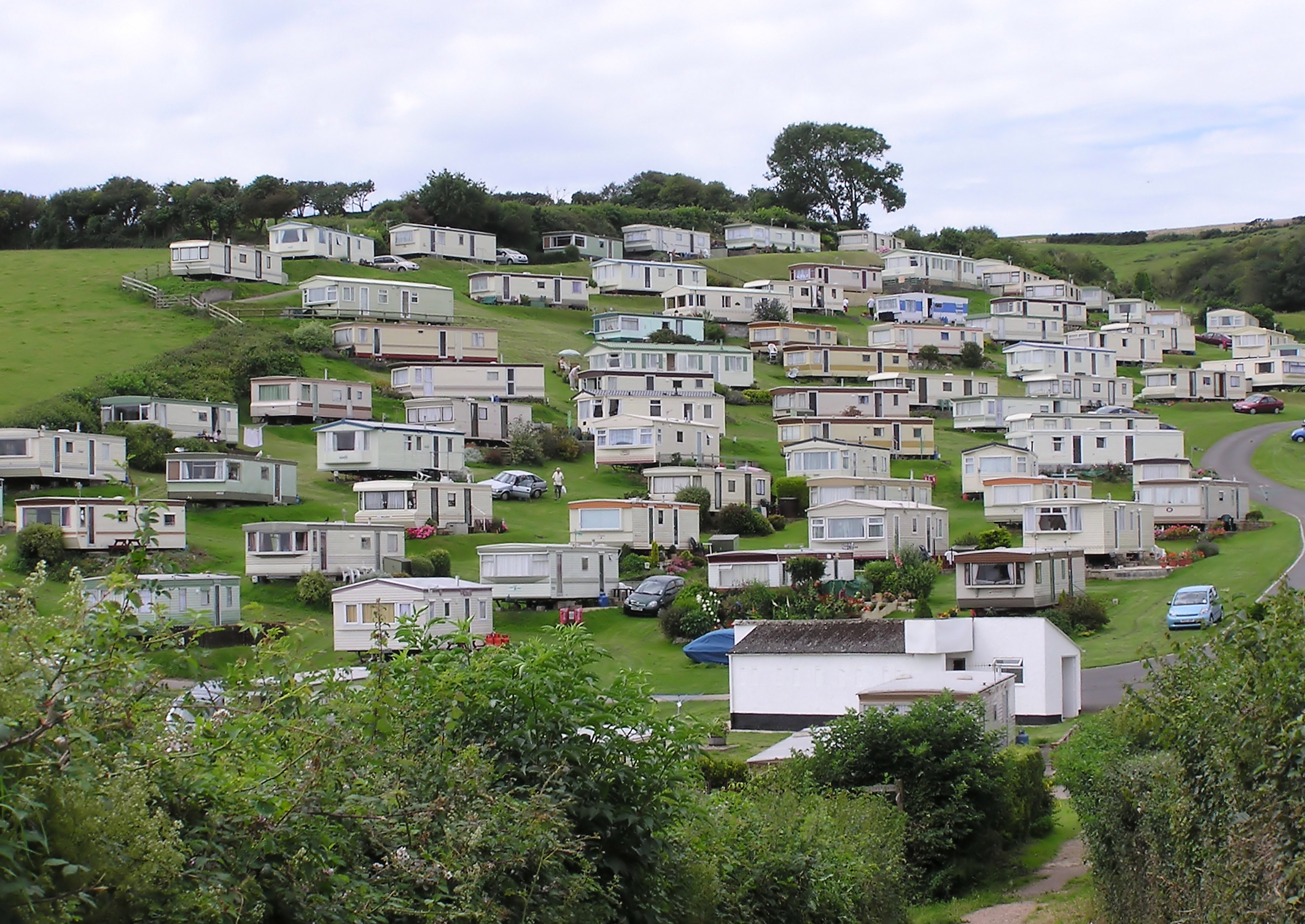
モバイル・ホームを利用したイギリスのキャンプ場

モービル・ホーム（英: mobile home）あるいはトレーラーハウス（和製英語）とは、車輪がついていて自動車で牽引できる住まい。
「トレーラーハウス」という言葉自体は和製英語であり、英語ではモービル・ホーム（mobile home）、トレーラー（trailer）、ハウス・トレーラー（house trailer）、トレーラー・ホーム（trailer home）、スタティック・キャラバン（static caravan）などと呼称されている。

## 概説
トレーラーハウスとは、法的には大きなトレーラー（自動車で牽いて運ぶことができるもの）で、道路運送車両法に規定される「被けん引自動車」に該当する。内部には生活するための様々な設備を備えており、住居として使える。
キャンピングカーとの違いは、キャンピングカーがエンジンを搭載した自走式の「自動車」なのに対して、トレーラーハウスはエンジンを搭載しない「被けん引車」である。キャンピングトレーラーとの違いは、キャンピングトレーラーが定住を想定していないのに対し、トレーラーハウスは特定の場所に設置して長期あるいは恒久的に住むことができるように設計されている。コンテナハウスは、コンテナが車台に載っている状態では「トレーラーハウス」の一種に該当するが、コンテナが地面に設置された場合は建築基準法第2条第1項第1号に規定される「建築物」となる。いずれにしても、車輪を有する車でありながらベッド、シャワールーム、キッチン（台所）、食卓なども備えることが可能である。
トレーラーハウスと建築物の違い、つまりトレーラーハウスがどのような場合に建築物とみなされるかについては若干曖昧な点があるが、建設省住指発第170号（平成9年3月31日）においては、「随時かつ任意に」移動できるものは建築基準法第2条第1号の規定する建築物には該当しないと通達されている。
電気や上水道、下水道などに関しては定住する場合のために公営企業のサービスを直に接続して用いることもできる設計になっているものも多く、「タイヤがついたプレハブ住宅」と考えても良い豪華なものもある。
国によっては災害発生時に被災者のための仮設住宅として利用し、被災者のためのトレーラー・パークが設けられることがある。

## 米国
歴史
米国ではこうしたタイプの住居は自動車の黎明期や高速道路を用いた旅行の一般化にまで遡ることができる。元々は トラベルトレーラー （和製英語：キャンピングトレーラー）から派生したものである。最初期のトレーラーホーム（trailer home）に求められた性能は移動性であった。その装備品は元々は移動を最重視するライフスタイルのユーザーに合わせたものが採用されていた。その後1950年代初め頃になると、トレーラーホームには比較的安価に設置でき、かつ石製の基礎の上に設置すれば恒久的な設置に堪えられる住宅として扱われ始めた。元々は幅8フィート(約2.44メートル)以下のものであったが、1956年には10フィート（約3メートル）のものが登場するようになり、それとともにモービル・ホーム（mobile home）という用語が用いられるようになった。
モービル・ホームの形状は角ばっており、アルミ合金の外装パネルに事前に塗装が施されたものが用いられて組立てられてある。大抵は、エアストリーム社製のトラベル・トレーラーが概して空気力学的な形状を採用していて塗装は組み立て後に行われるのとは、対照的な外観を呈している。
2010年代のアメリカにおいてトレーラーハウスに暮らす人口は推定2000万人。老朽化したトレーラーハウスは住宅よりも安価に入手することが可能であるため、しばしば貧困層の象徴として扱われることがある。
2024年10月、ハリケーン・ミルトンがフロリダ州を横断。セントルーシー郡では、（移動しなかった、もしくはできなかった）トレーラーハウスが竜巻もしくは強風で125棟が破損、死傷者が出る被害が発生した。

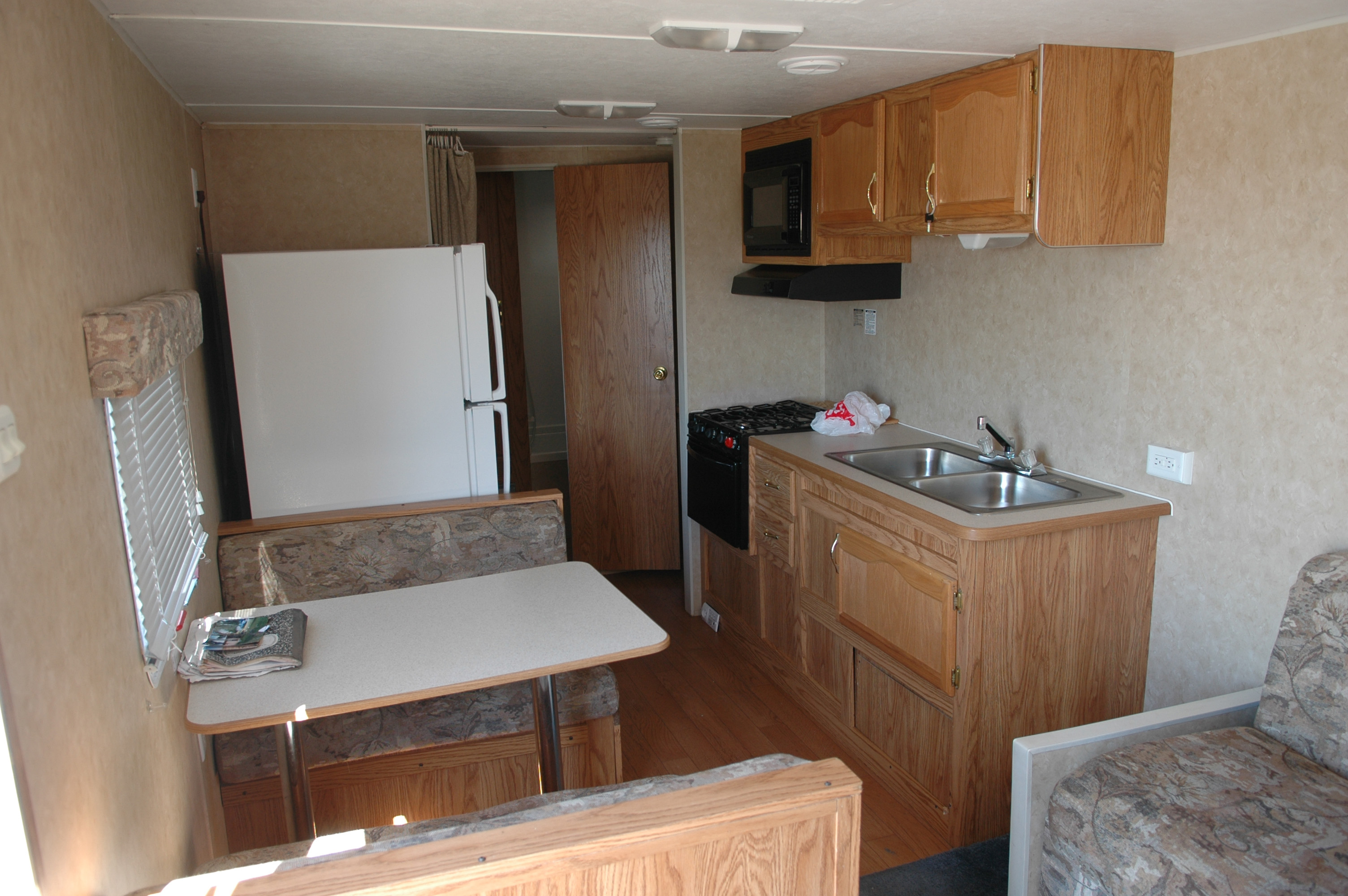
内装例
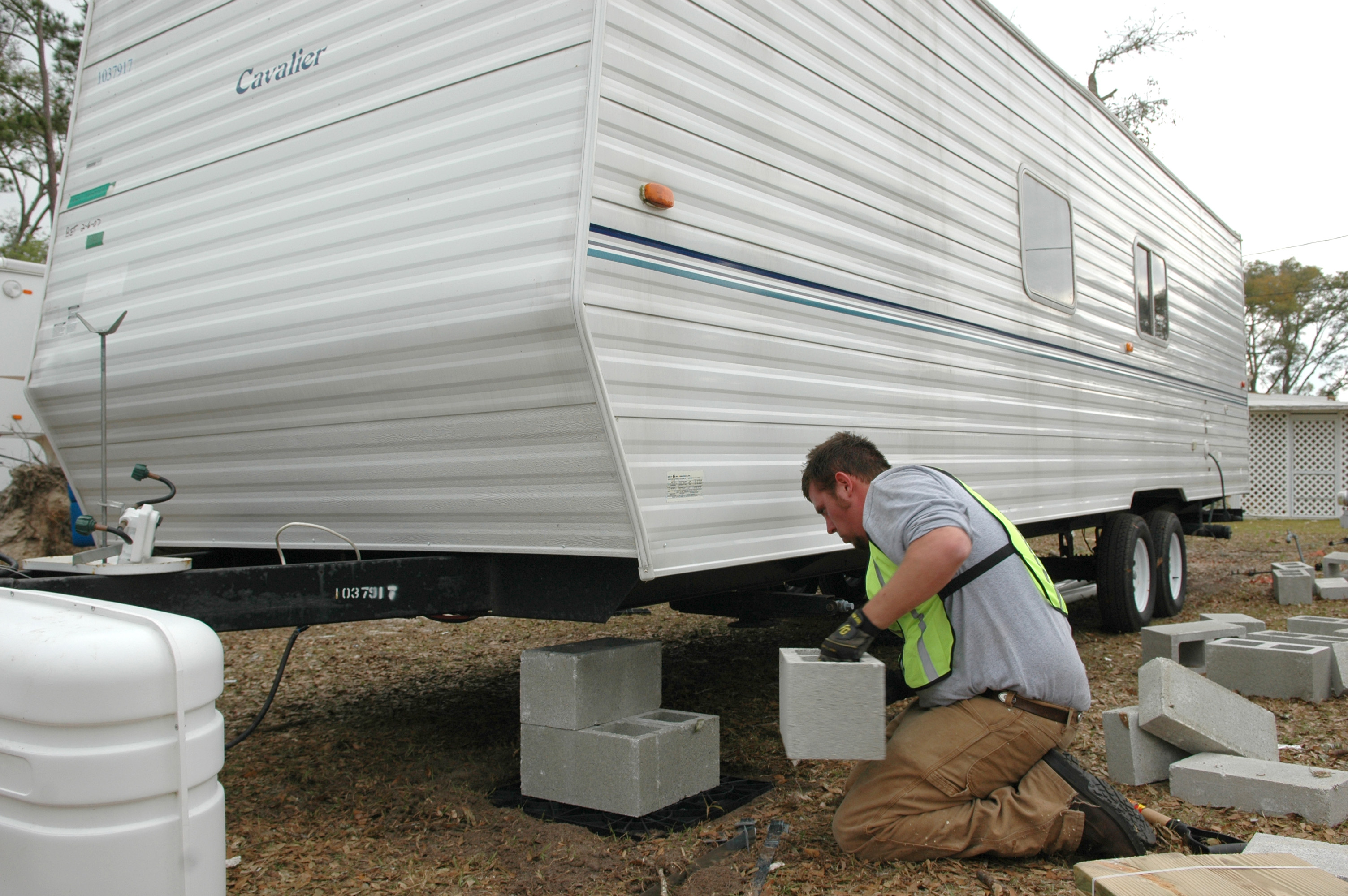
その場所に比較的長期 留めることが決まった場合に、トレーラーハウスを固定する作業。牽引車を外すかわりに、ブロックなどを置いてトレーラーが傾むいたり動いたりしないようにする。
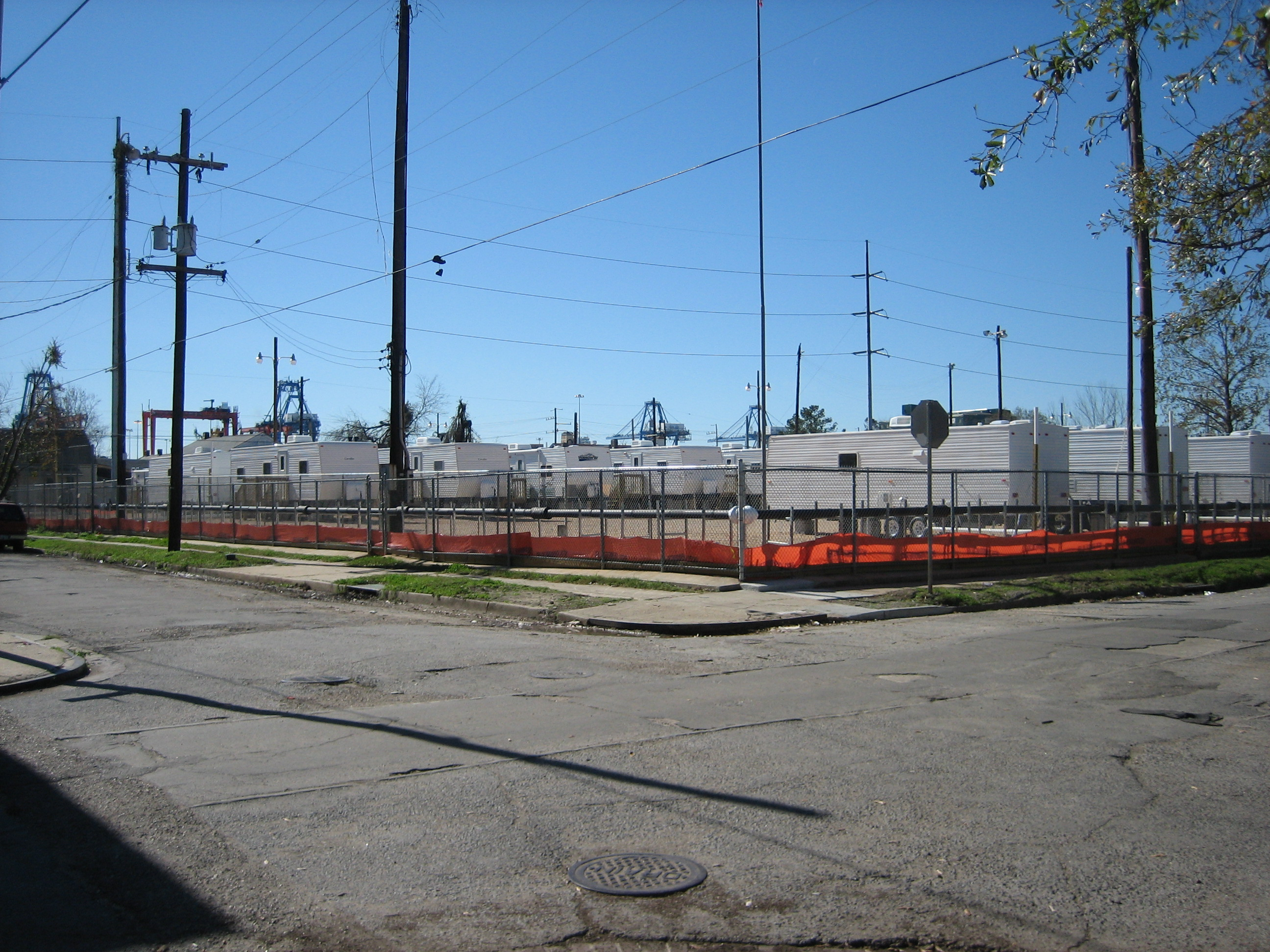
ハリケーン・カタリーナで被災した人々のための仮設住宅群としてもうけられたトレーラー・パーク

## 日本

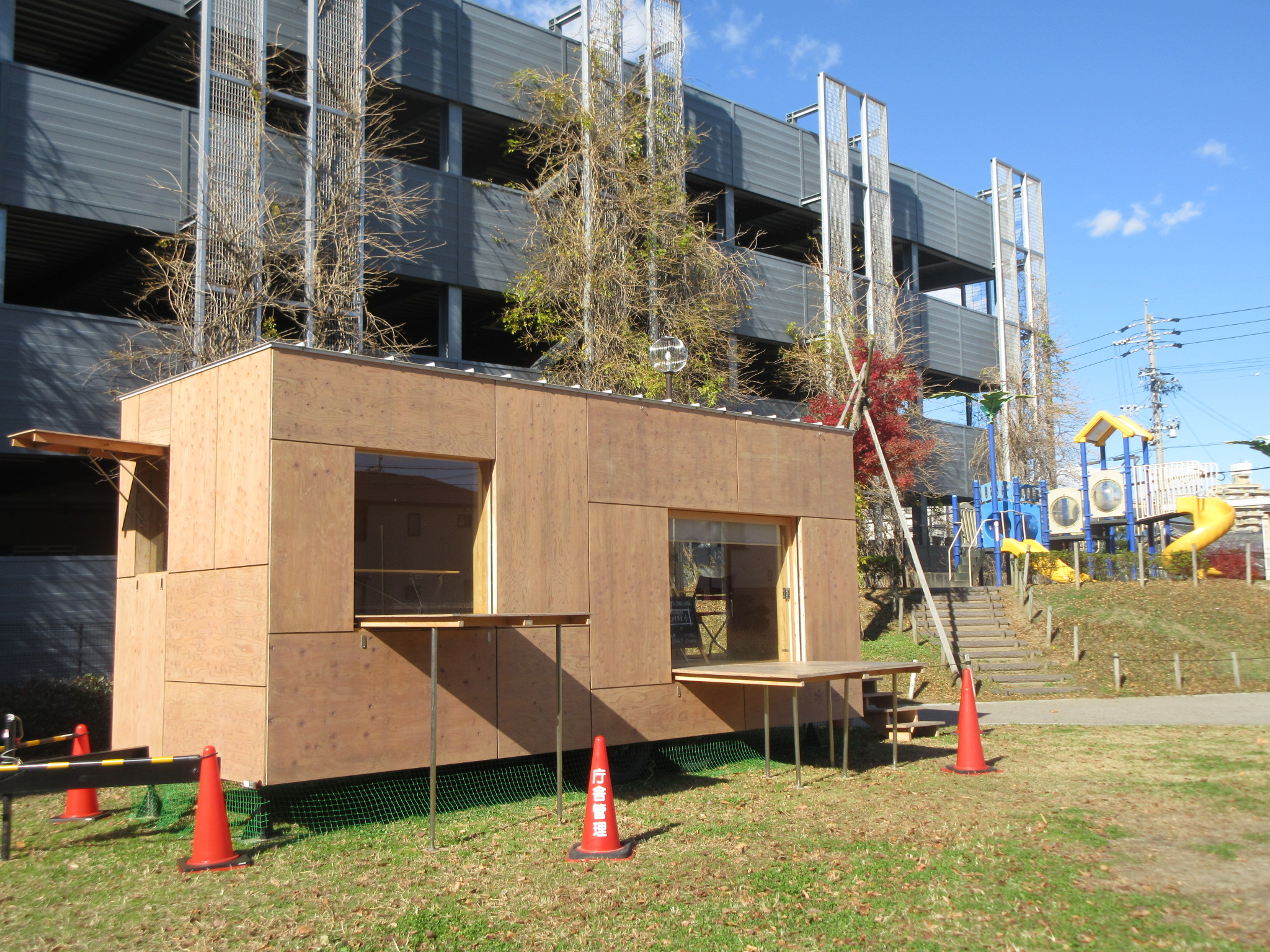
日本のトレーラーハウス（愛知県岡崎市）

日本RV輸入協会、全日本トレーラーハウス協会・組合連合会、社団法人日本トレーラーハウス協会ではトレーラーハウスを下記のように定義している。
「随時かつ任意な移動性を確保するために、以下の3点が実現されている」もの。
1. 一定期間定置で使用し、必要に応じて工具を用いずにライフライン等を着脱できること。
2. 階段やベランダ等をトレーラーハウス側に固定させたり、トレーラーハウスの移動を妨げる柵や塀を用いたりする事なく、設置地から公道に至るまでの移動経路が確保されていること。
3. 牽引して（自走式でなく）支障なく道路を運搬移動できること。

### 法律上の扱い
- 一定の条件を満たす場合は建築確認申請の必要な建築基準法の適用外となり、建築物ではなく車両として扱われる。
- 建築物として扱われない限りは不動産ではないため、固定資産税が賦課されない。
- 実際に公道を走行する場合は、車両として道路運送車両法および道路交通法の制限を受ける。
- 日本国外で生産されたものについては日本の公道を走行することを前提としていないものが存在するため、注意が必要である。
- 市場開放問題苦情処理推進会議の報告書[8]によると、昭和62年の建設省の回答[9]では、用途上建築物に近いため、長期間存置されるものは建築物と同一として扱われる可能性がある、とされた。ただしこの「長期間」がどの程度かについては明確な規定は無い。別の観点として、車両としての機能を残し、「随時かつ任意に移動」できるものは建築物として扱われない。逆に「随時かつ任意に移動」できないもの、特にガスや水道、電気の引き込み工事をしたり、走行の支障となる階段やポーチなどが取り付けられていた場合などは、建築物として扱われ、建築基準法の適用を受ける可能性がある[10]。
- 2012年（平成24年）12月に、道路輸送について大型のトレーラーハウスの基準緩和認定が通達及び義務付けされ、保安基準の緩和を受け、特殊車両通行許可を取得して公道での輸送を行う事が可能となった。ただし、運用は片道に限定されている。
- 日本のトレーラーハウスの法的解釈については、日本RV輸入協会、全日本トレーラーハウス協会・組合連合会、社団法人日本トレーラーハウス協会のウェブページに詳しく掲載されている[11]。

### トレーラーハウスの活用
日本でも東日本大震災の時に、仮設住宅として用いられたことがある。トレーラーハウスを使ってホテルを開業する会社もある。
能登半島地震 (2024年)で仮設住宅に用いられる。